# Kozakivka, Nemîriv
Kozakivka (în ucraineană Козаківка) este un sat în comuna Iazvînkî din raionul Nemîriv, regiunea Vinnița, Ucraina.

## Demografie
Componența lingvistică a localității Kozakivka
     Ucraineană (100%)
Conform recensământului din 2001, toată populația localității Kozakivka era vorbitoare de ucraineană (100%).